# ヘンリー・フラワー (初代アシュブルック子爵)
初代アシュブルック子爵ヘンリー・フラワー（英語: Henry Flower, 1st Viscount Ashbrook、1720年 – 1752年6月27日）は、アイルランド王国の貴族。

## 生涯
初代キャッスル・ダロー男爵ウィリアム・フラワーとイーディス・コールフィールド（Edith Caulfield、トビー・コールフィールドの娘）の息子として生まれた。
1741年3月9日、エリザベス・タットン（Elizabeth Tatton、1759年2月10日没、ウィリアム・タットンの娘）と結婚した。
- ウィリアム（1744年 – 1780年） - 第2代アシュブルック子爵
- エリザベス（1831年没）[1]
- メアリー - 1788年1月8日、ジョン・ニコル（John Nicholl、1830年7月16日没）と結婚[1]

1746年4月29日に父が死去すると、キャッスル・ダロー男爵位を継承、1747年10月28日にキャッスル・ダロー男爵としてアイルランド貴族院議員に就任した。
1751年9月30日、アイルランド貴族であるアシュブルック子爵に叙され、同年10月8日にアシュブルック子爵としてアイルランド貴族院議員に就任した。
1752年6月27日にダブリンで死去、息子ウィリアムが爵位を継承した。遺言状では子孫の家系が断絶した場合、妻に全ての遺産を譲ると定められた。